# García Álvarez de Toledo (m. 1370)
García Álvarez de Toledo (m. Ciudad Rodrigo, 1370), conocido también como Garcí Álvarez de Toledo o García Álvarez de Toledo y Meneses, I señor de Oropesa y Valdecorneja fue un ricohombre castellano, hijo de García Álvarez de Toledo, alcalde mayor de Toledo, y de Mencía Téllez de Meneses.
Fue maestre de la Orden de Santiago, mayordomo mayor de la reina consorte de Castilla, Juana Manuel de Villena y del infante Alfonso de Castilla —hijo del rey Pedro I de Castilla— y  I señor de Oropesa, Valdecorneja, Piedrahíta y La Horcajada.

## Entorno familiar
Sus padres fueron Garci Álvarez de Toledo, hijo de Juan Álvarez de Toledo, alcalde mayor de Toledo, y Mencía Téllez de Meneses, miembro del poderoso linaje de Tierra de Campos, hija de Tel (o Tello) García de Meneses, alguacil mayor de Toledo, y de María Gómez de Toledo.
Tuvo cuatro hermanos: Juan Álvarez de Toledo, probablemente el mayor de los hermanos, aún vivía en 1335 pero debió fallecer antes que su padre, Gutierre Gómez de Toledo, fallecido el 13 de enero de 1391,  obispo de Palencia, cardenal y canciller de la reina Juana Manuel, Fernando Álvarez de Toledo, llamado «el Tuerto», quien sucedió a la muerte de su hermano Garci y fue el II señor de Valdecorneja, fallecido en 1384 de la peste en el cerco de Lisboa, y Teresa García, monja en el monasterio de Santo Domingo el Real de Toledo.

## Vida

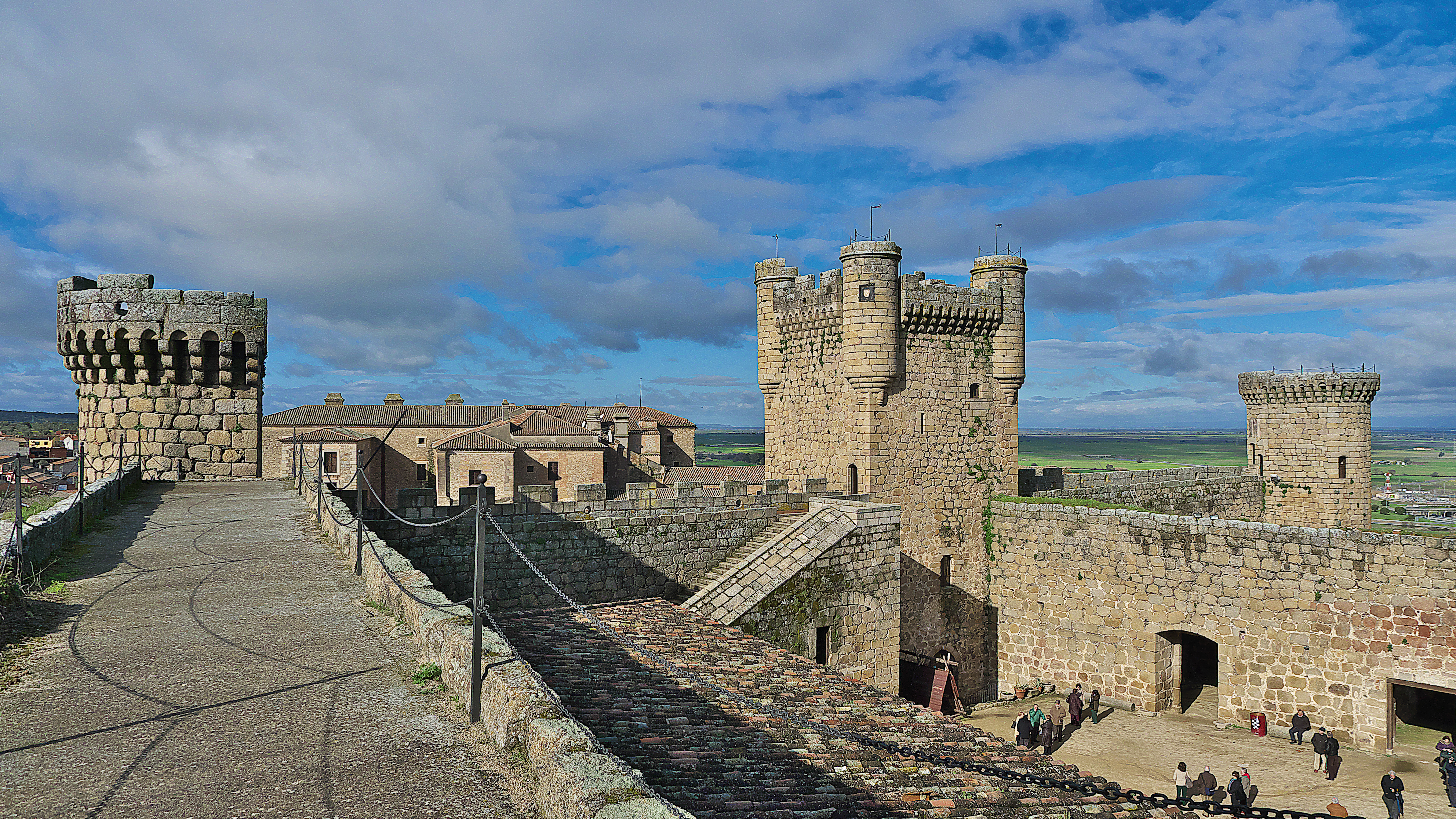
Castillo de Oropesa

García Álvarez de Toledo sirvió al rey Pedro I de Castilla, fue nombrado mayordomo mayor de su hijo Alfonso, y también fue maestre de la orden de Santiago desde 1359, tras el asesinato del maestre Fadrique Alfonso de Castilla, hasta 1366.
En 1366, enfrentadas las tropas de Enrique II de Castilla contra las de su hermano el rey Pedro I, este marchó hacia Sevilla dejando a Garci encargado de la defensa de Toledo como «capitán mayor e guarda de la ciudad»;
la mayor parte de la nobleza toledana se pasó al bando del rey Enrique, y Garci, incapaz de acometer en solitario la defensa de la plaza, acordó con este ceder el maestrazgo de Santiago a Gonzalo Mexías (que ya ostentaba este mismo título en la corte de Enrique) a cambio de los señoríos de Oropesa y Valdecorneja, con 50 000 maravedíes de renta.
Se encontró en la batalla de Nájera en 1367 donde fue hecho prisionero. Después de la muerte del rey Pedro I, recuperó su estado y fue señor de Oropesa y Valdecorneja.
Murió en 1370 durante el asedio que las tropas castellanas hicieron sobre Ciudad Rodrigo, defendida por las fuerzas portuguesas de Fernando I de Portugal, durante las Guerras Fernandinas. Recibió sepultura en San Pedro Mártir de Toledo.
A su muerte le sucedió en su señorío de Oropesa su hijo Fernán Álvarez de Toledo y Loaysa, de quien provienen los condes de Oropesa, y en el de Valdecorneja su hermano del mismo nombre Fernando Álvarez  de Toledo y Meneses, de donde descienden los duques de Alba.

## Matrimonio y descendencia
García Álvarez de Toledo contrajo matrimonio con Estefanía Pérez de Monroy de quien no hubo descendencia.
Tuvo tres hijos fuera de matrimonio, todos ellos legitimados en 1369.
- Padre de Fernando Álvarez de Toledo el Tuerto, que pasó a ser el segundo señor de Valdecorneja y Robledo. Con descendencia en la Casa de Alba.

Con María Petrel, también llamada María de Loaysa, hija de Juan García de Loaisa, señor de Petrel, tuvo a:
- Fernán Álvarez de Toledo y Loaysa, que heredó el señorío de Oropesa, esposo de Elvira de Ayala[13]. Con descendencia en la Casa de Oropesa

Algunos historiadores sugieren que pudo contraer matrimonio en secreto con María de Loaysa.
Con María Álvarez tuvo otros dos hijos, Pedro y Mencía Álvarez de Toledo.
| Predecesor: Fadrique Alfonso de Castilla | Maestre de la Orden de Santiago 1359-1366 | Sucesor: Gonzalo Mexías |